# Monument à Ermak
Le monument à Ermak est une sculpture monumentale représentant l’ataman cosaque Ermak Timofeïévitch, l'explorateur de la Sibérie, à Novotcherkassk, en Russie.

## Historique

### Projet
En 1870, à l'occasion du tricentenaire de l’armée des cosaques du Don, le chef d’état-major cosaque, le général-major Leonov, transmet au tsarévitch Alexandre Alexandrovitch une requête demandant l’érection d’un monument à la mémoire du légendaire explorateur de la Sibérie dans la capitale cosaque Novotcherkassk. Une souscription nationale est lancée la même année mais les différents conflits auxquels participe l’Empire russe retardent régulièrement la réalisation. En fin de compte 92 000 roubles ont été récoltés en 27 ans, le gouvernement des cosaques prenant 40 000 roubles supplémentaires à ses frais.
Une commission est instaurée en 1889 en vue de réaliser le projet. Elle lance un concours que remporte le sculpteur M. O. Mikechine (auteur du Millénaire de la Russie à Novgorod). Son projet est approuvé en 1896 mais le sculpteur décède fin janvier de cette année. Après de nouveaux délais le projet est repris par Vladimir Beklemichev.

### Construction
Le 6 mai 1903 la première pierre est posée sur la place de la cathédrale à Novotcherkassk en présence de l’ataman K. K. Maximovitch. Le protoiereus G. Fedorov donne sa bénédiction à cette première pierre.
Un an plus tard, le 6 mai 1904, le monument est solennellement inauguré par l’ataman Maximovitch.

## Description
La sculpture haute de quatre mètres est posée sur un piédestal de granit. Dans sa main gauche Ermak tient un étendard de campagne, dans sa main droite la couronne royale de Sibérie, symbolisant la soumission de la Sibérie qu’il offre à la Russie. Sur le piédestal se trouve l’inscription « À Ermak, les [cosaques] du Don 1904 1581 », les dates renvoyant à l’érection du monument et à l’expédition de Ermak en Sibérie.
À l'arrière du monument se trouve le texte « À l'ataman cosaque Ermak Timofeïévitch, conquérant de la Sibérie sa descendance reconnaissante. En l’honneur du tricentenaire de l’armée du Don. A fini sa vie dans les flots de l’Irtych le 5 août 1584 ».